# 囊泡虫
囊泡虫是一类原生生物，是真核生物中的一个主要类群，分类阶元未定或定为总门。

## 门
囊泡虫类可分为4个门，在形态上具有非常大的多样性，但根据细胞内的超微结构与基因具有密切亲缘关系：
- 顶複门（Apicomplexa）：营寄生的原生生物，缺少轴丝运动结构，但是配子例外；
- 色虫门（Chromerida）：一种具有光合自养的海生原生动物，是頂複門与藻类的进化过渡的中间物种；
- 纤毛虫门（Ciliate）：非常常见的原生动物，具有成排的纤毛
- 双鞭毛虫门（Dinoflagellate）：大都是海生鞭毛虫，往往有叶绿体

帕金虫属（Perkinsus）可能属于另一个进化分枝 - 帕金虫门(Perkinsozoa) - 基于许多分子生物学证据。

## 特征
囊泡虫最著名的公共特征是存在皮层内生膜囊（cortical alveoli），扁平的囊泡折叠为连续层支撑着膜，通常形成灵活的薄皮。双鞭毛虫通常形成硬壳。 囊泡虫具有带管状嵴的线粒体。鞭毛或纤毛有不同结构。
这类原生生物的祖先显然是营光合作用的。
几乎所有的纤毛虫与顶复门寄生虫的线粒体基因组是线状的。巴贝斯原虫（Babesia microti）的线粒体基因是环形的。这个物种因而被认为不属于巴贝斯虫属（Babesia）或泰勒虫属（Theileria），应该为它创建一个新的属。

## 分类
顶复门与双鞭毛虫门具有很近的亲缘关系，被合称为粘孢子总门，而纤毛虫门则比较疏远。顶复门与双鞭毛虫门都有色素体，在细胞顶部大都有一束或圆锥形微管。对于顶复门生物，这形成了顶复器用于进入宿主细胞。某些无色的双鞭毛虫这形成了口器用于摄入被掠食的微生物。其它囊泡虫类的生物与这两类具有不同远近的亲缘关系，大部分鞭毛虫有类似的顶器结构。这包括自由生活的Oxyrrhis与Colponema，营寄生的Perkinsus, Parvilucifera, Rastrimonas与ellobiopsid。2001年，对海洋微微型浮游生物样本的rRNA研究表明，存在两个新的囊泡虫进化世系，称作group I与II。Group I没有近缘亲属，而group II与双鞭毛虫门共甲藻目（Syndiniales）的寄生生物Amoebophrya亲缘很近。
在1980年代，提出了这几大类微生物可能属于一个进化分枝。1990年代通过基因研究证实了这一想法，特别是Gajadhar等人的研究工作.汤玛斯·卡弗利尔-史密斯，于1991年正式命名了囊泡虫总门（Alveolata）,在当时还认为这可能是一个并系群，实际上后来证实是单系群。
某些研究认为最著名的海洋无脊椎动物的寄生虫haplosporid应该属于囊泡虫总目，但缺少腔区（alveoli），因此现在被分类在有孔虫界的丝足虫类。

## 发展
囊泡虫的色素体的发展还不确定。卡弗利尔-史密斯建议囊泡虫的祖先是一种有叶绿体的，并发展成了色藻界 (囊泡藻界假说)。但是，色素体只出现在相对衍生的（而不是比较古老的）群体，其它人的观点是囊泡虫最初缺少色素体，可能是双鞭毛虫与顶复门生物分别独立获取色素体。
也很可能是囊泡虫总门与不等鞭毛总门的色素体这个细胞器有一个共同起源，是从红藻那里获得了色素体。

## 进化
囊泡虫的共同起源可能是一种吸食（myzocytotic）被掠食者的细胞，有两条鞭毛、微孔、刺丝胞（trichocyst）、棒状体（Rhoptry）、microneme、極環（polar ring）与一个锥形顶部开口的顶器。这个祖先可能拥有色素体，但还不清楚是否具有光合作用的能力。还不清楚现存的perkinsids与colpodellids是否还有这个细胞器。